# دراغان فاسيليكوفيتش
دراغان فاسيليكوفيتش (بالسيريلية الصربية: Драган Васиљковић) (و. 1954  م) هو عسكري صربي، ولد في بلغراد.